# Anderson Patric Aguiar Oliveira
Anderson Patric Aguiar Oliveira (født 26. oktober 1987) er en brasiliansk fodboldspiller, som spiller for den japanske fodboldklub Sanfrecce Hiroshima.